# Kościół św. Rypsymy w Wagharszapacie
Kościół św. Rypsymy w Wagharszapacie (orm. Սուրբ Հռիփսիմե եկեղեցի) – kościół z VII wieku należący do Apostolskiego Kościoła Ormiańskiego, położony w Wagharszapacie w Armenii, wpisany na listę światowego dziedzictwa UNESCO (wpis: Katedra i kościoły w Eczmiadzynie i zespół archeologiczny w Zwartnoc). 

## Historia
Na miejscu dzisiejszej świątyni znajdowała się pierwotnie świątynia pogańska, a następnie kaplica wzniesiona według tradycji przez Grzegorza Oświeciciela (jako jego druga świątynia w Armenii), a po niej mauzoleum zbudowane przez katolikosa Sahaka Bartewa w 395 roku, które upamiętniały miejsce męczeństwa świętej Rypsymy (w niszy kościoła znajdują się kamienie, którymi miała zostać zabita). Badania archeologiczne wykazały, że przy kościele pochowano w obrządku wczesnochrześcijańskim kilka torturowanych kobiet, znaleziono także narzędzia związane z uprawą winorośli. 
Kościół został wzniesiony przez katolikosa Komitasa, budowę ukończono w 618 roku. Dobudowano do niego domek portalowy z dzwonnicą w 1653, 1790 lub 1880 roku. Kościół otoczono murowanym ogrodzeniem w 1776 roku. Pomimo częstych uzupełnień ubytków elewacji bryła kościoła zachowała się w pierwotnym kształcie. Świątynia została poddana renowacji w latach 1651–1653 przez katolikosa Filiposa. Prace rewitalizacyjne prowadzono także w latach 1959–1962, podczas których natrafiono na pozostałości pogańskiej świątyni pod kościołem. 
Kościół wraz z innymi świątyniami miasta został wpisany na listę światowego dziedzictwa UNESCO w 2000 roku (wpis: Katedra i kościoły w Eczmiadzynie i zespół archeologiczny w Zwartnoc), zachował się w doskonałym stanie pomimo trzęsień ziemi. 

## Architektura
Kościół zbudowano z popielatego tufu, a elewacje pokryto zaprawą przypominającą beton. Budowla w typie tetrakonchy, wzniesiona na rzucie prostokąta o bokach o przybliżonych wymiarach 22,8 x 17,7 m, posadowiona na schodkowym stylobacie. Wysokość kościoła do zwieńczenia krzyża na kopule wynosi około 32 m. Kopuła jest oparta na szesnastokątnym bębnie przeprutym dwunastoma oknami i wzmocniona 12 żebrami. 
W centrum elewacji zachodniej znajduje się domek portalowy z dzwonnicą. 
Wnętrze świątyni ma w najwyższym punkcie wysokość 23,20 m (kopuła). W liniach osi symetrii znajdują się cztery większe półokrągłe nisze zwieńczone sklepieniami kolebkowymi oraz cztery mniejsze nisze po przekątnych. W narożach budynku znajdują się kwadratowe pomieszczenia, których długość boku wynosi 4 m. W północno-wschodnim pomieszczeniu znajdują się schody prowadzące do krypty pod absydą (mauzoleum św. Rypsymy).
Świątynia jest otoczona murowanym ogrodzeniem, a przy świątyni znajduje się cmentarz z pochówkami sięgającymi IV wieku.

## Galeria

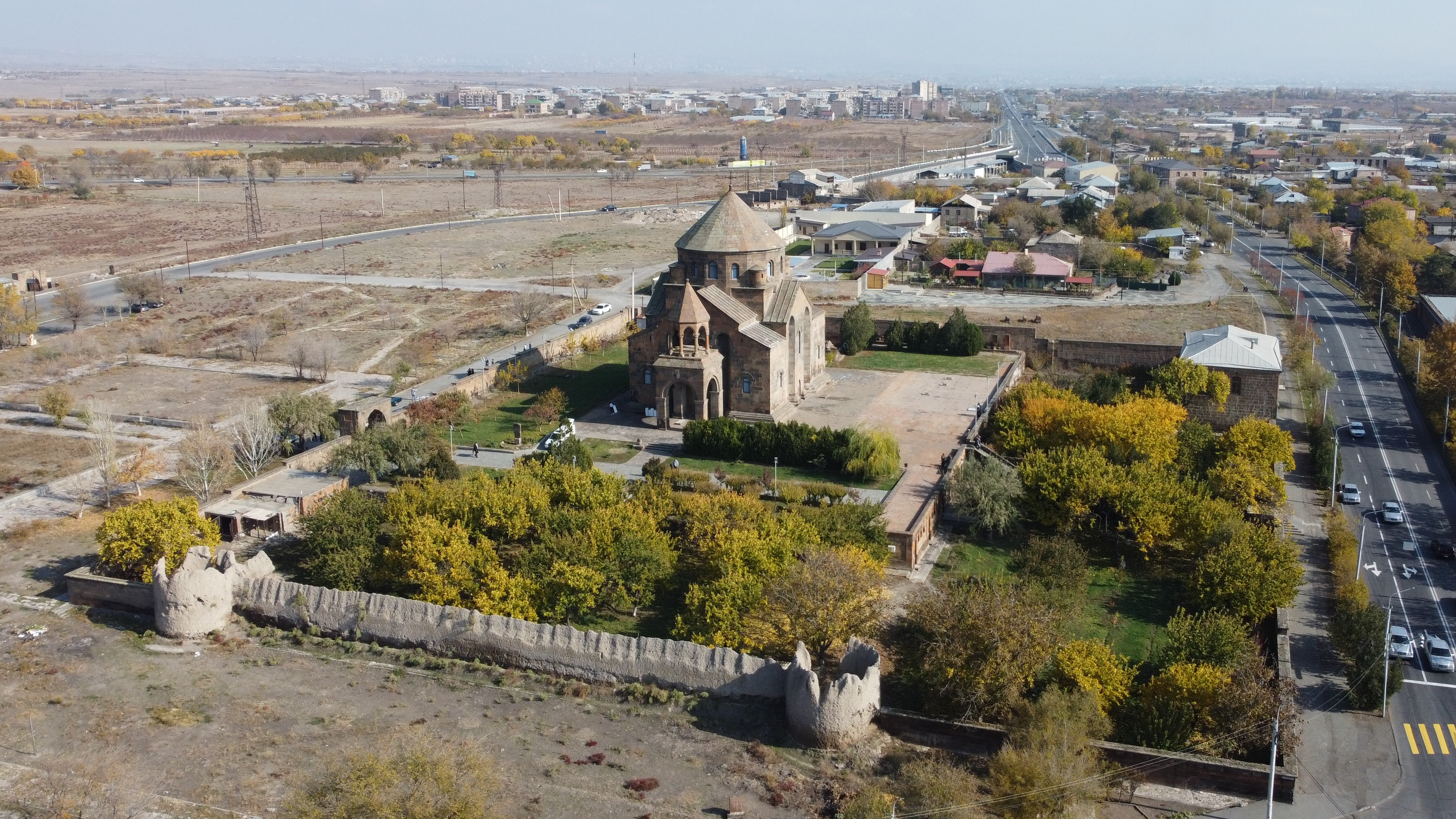
Widok z lotu ptaka (2021)
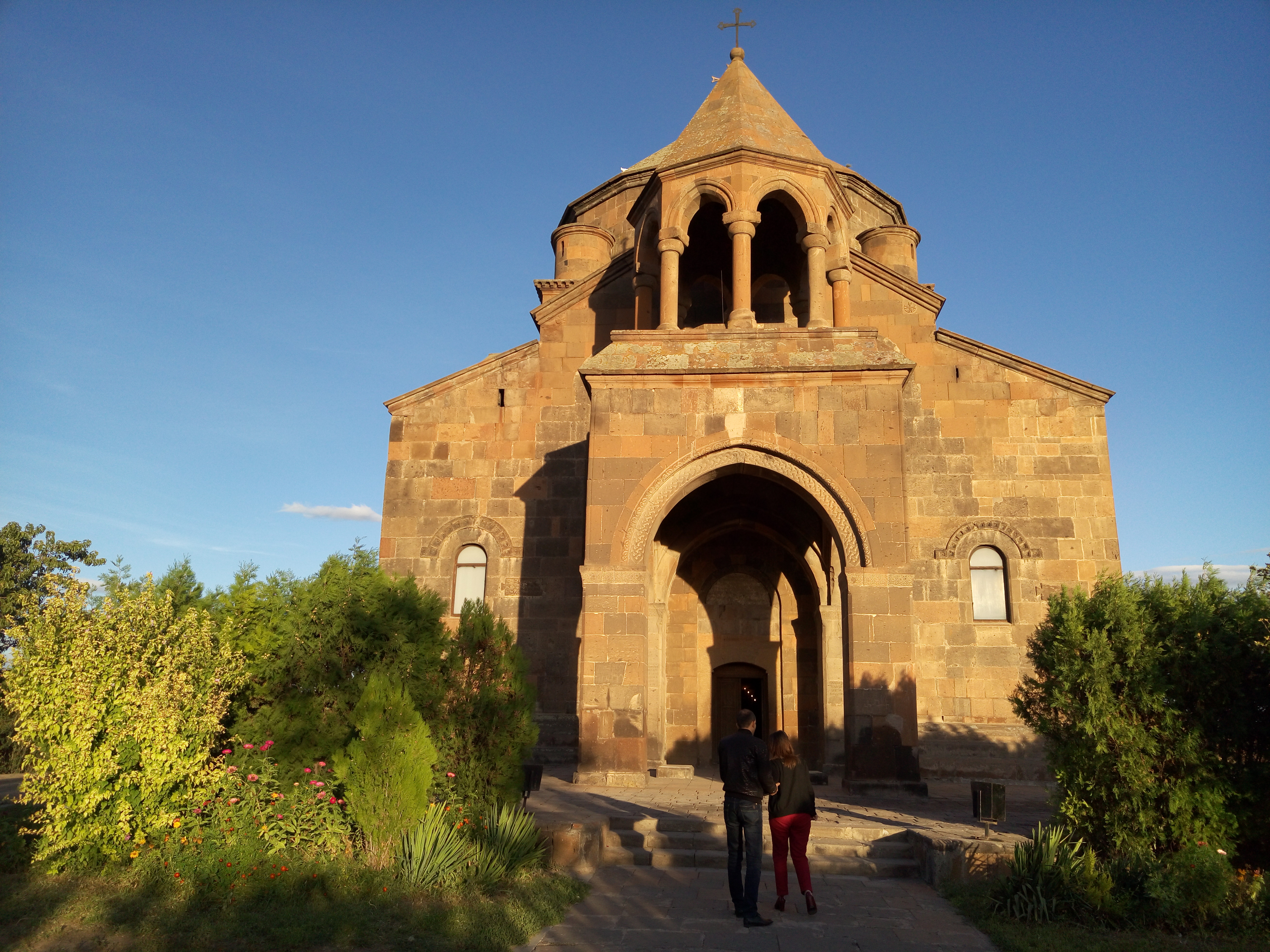
Elewacja zachodnia z wejściem głównym (2016)
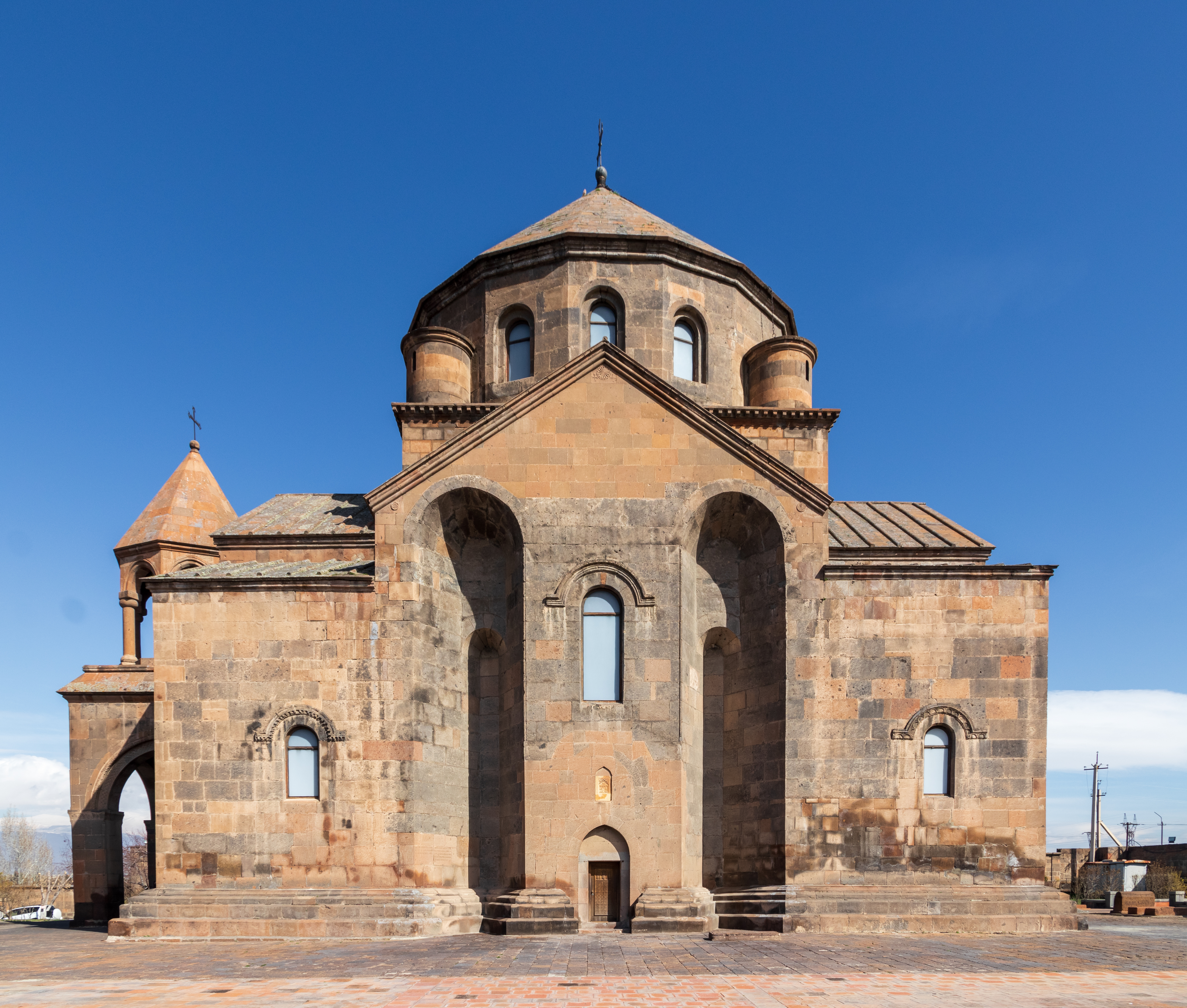
Elewacja południowa (2018)
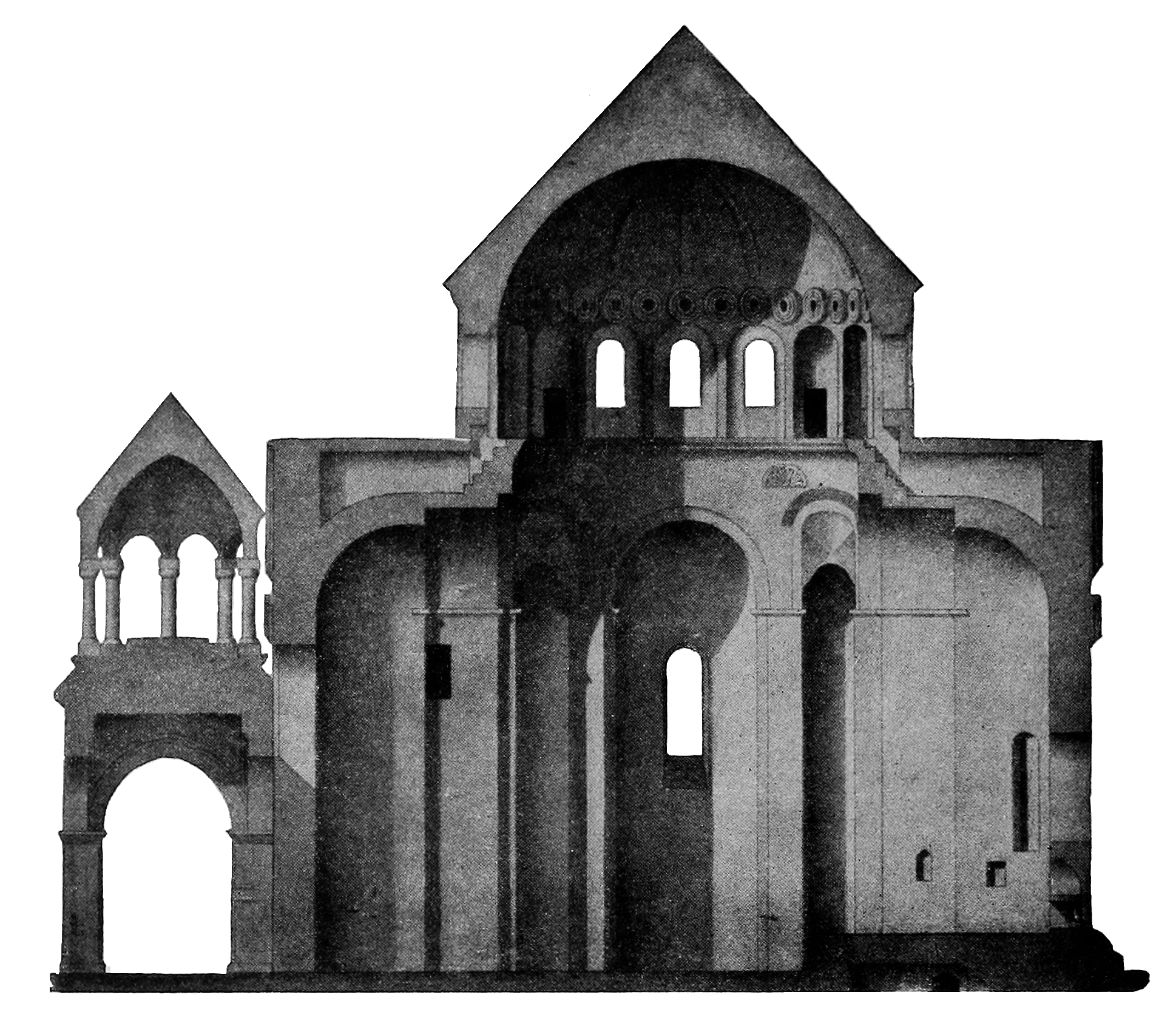
Przekrój pionowy
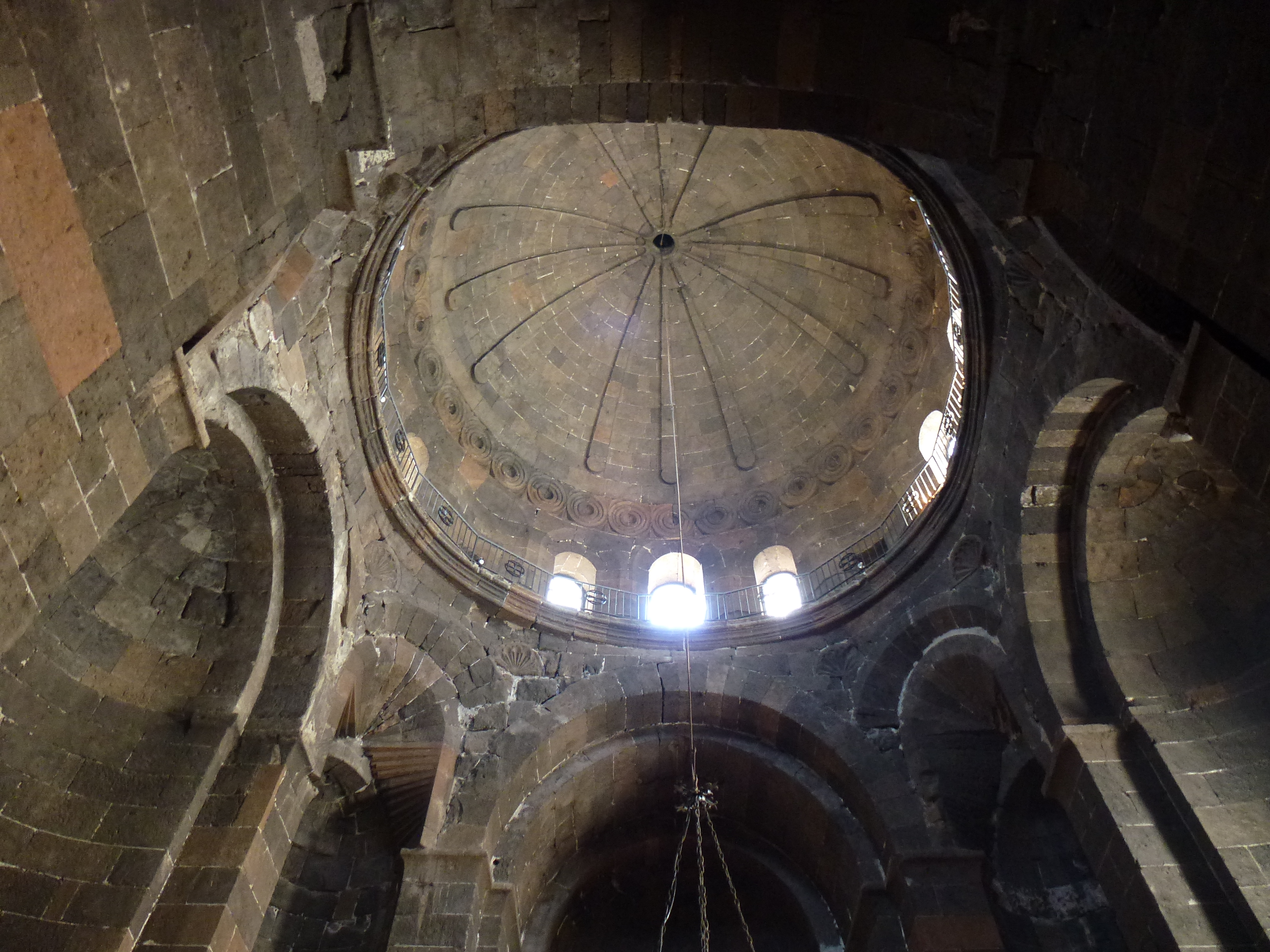
Kopuła (2013)
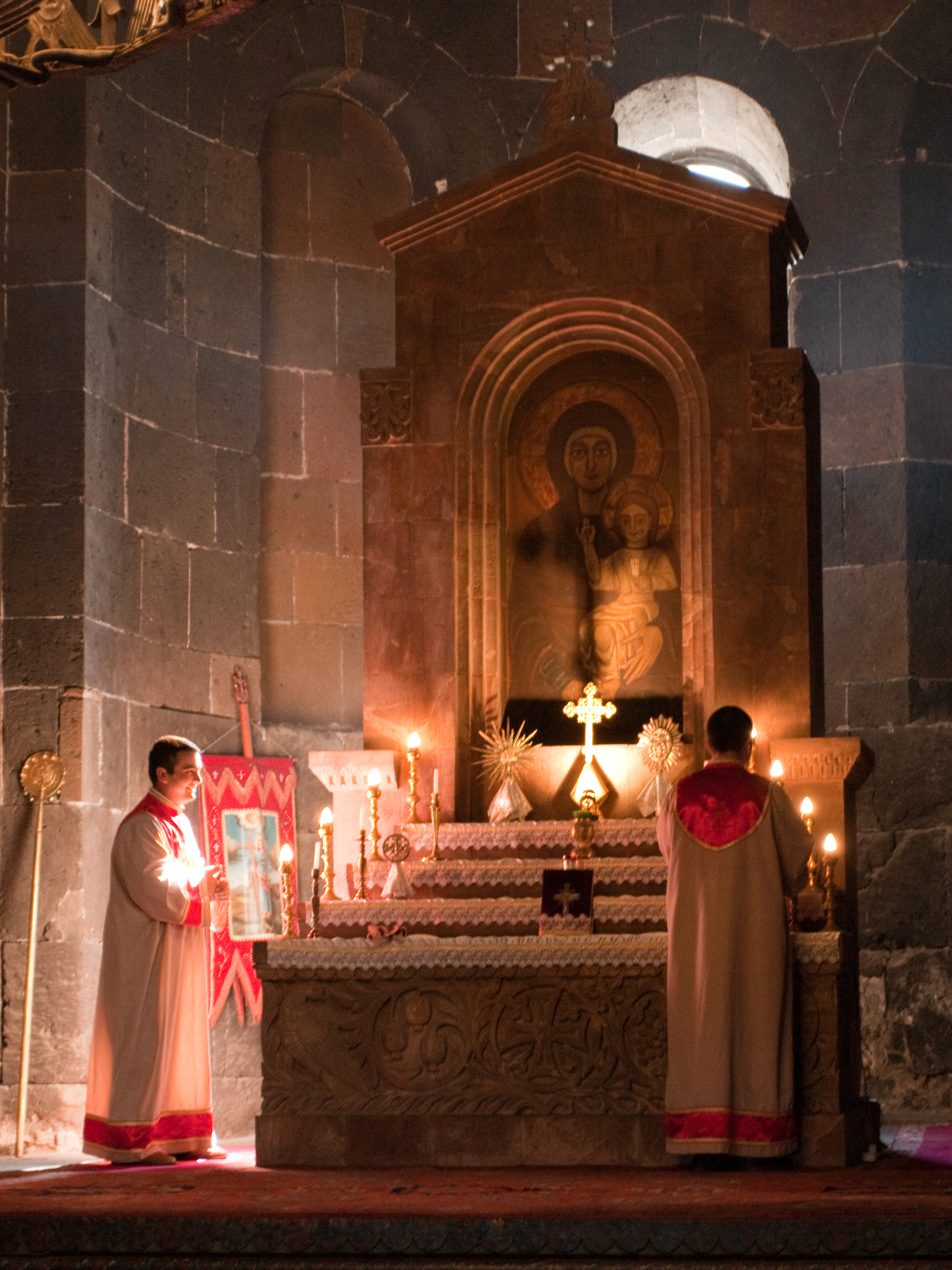
Ołtarz (2010)
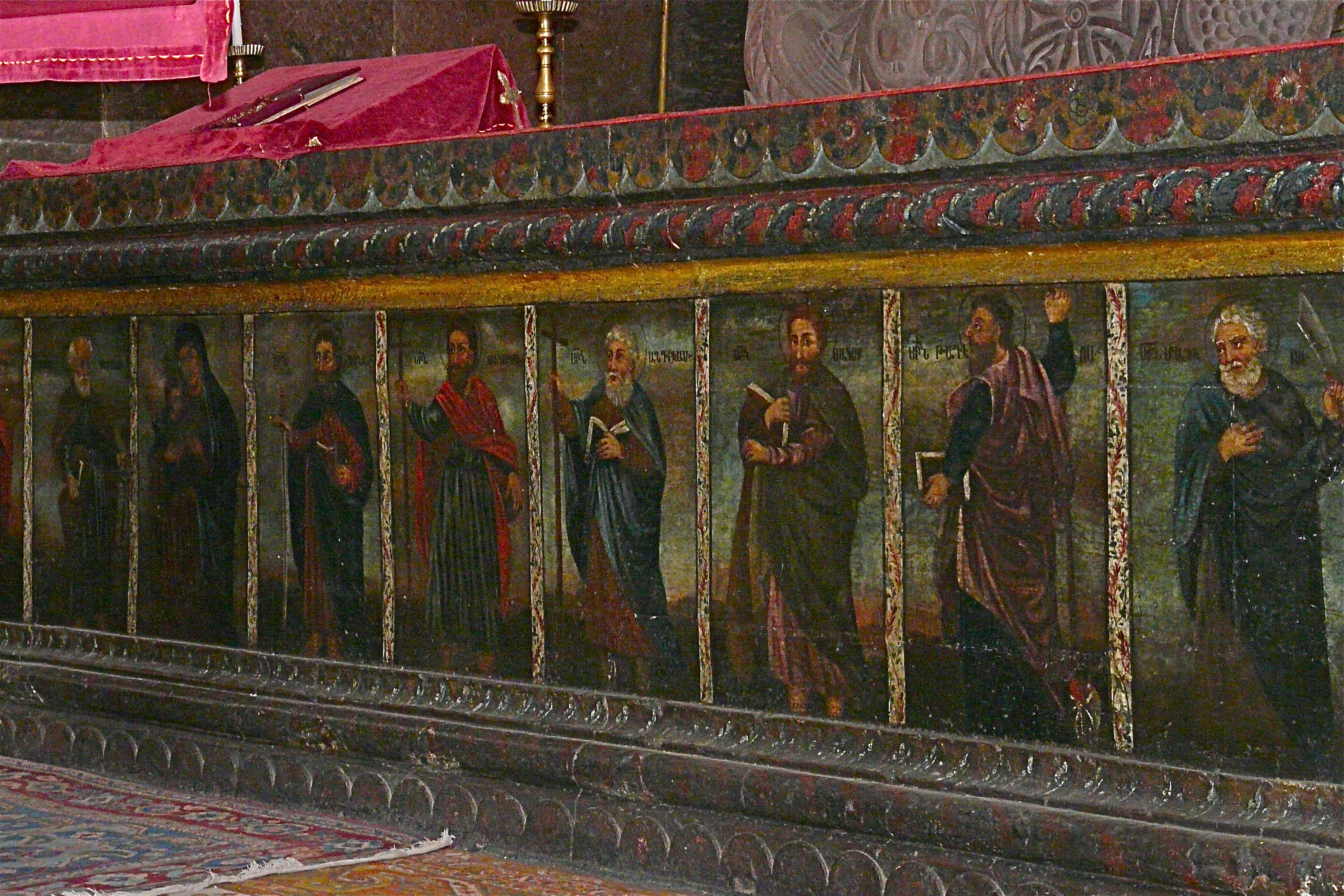
Ikonostas (2015)
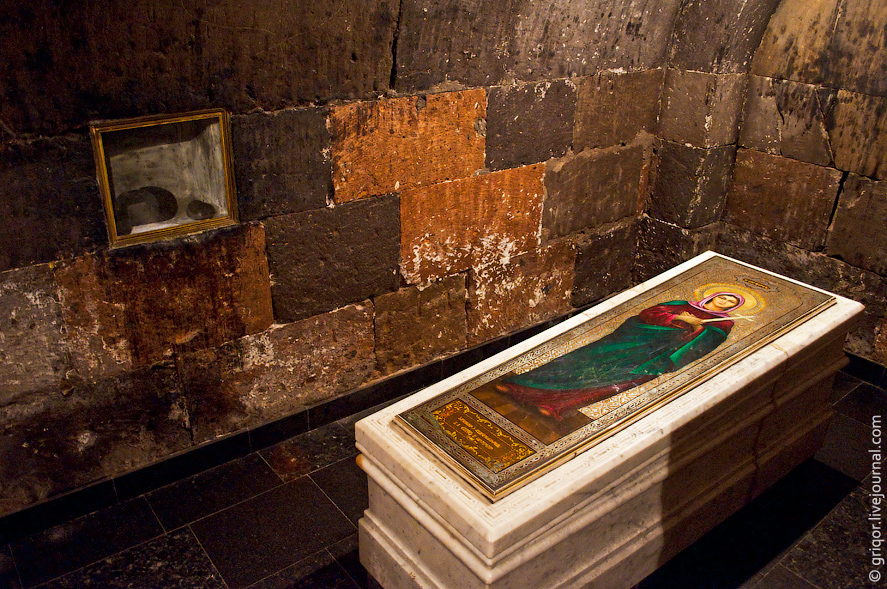
Grób św. Rypsymy (2011)